# 戰斧骨
《戰斧骨》（英語：Bone Tomahawk）是一部2015年美國西部食人族恐怖片，講述美國舊西部時代，小鎮警長帶隊從食人族部落手中救出鎮上的醫生及同夥。電影為S·克雷格·札勒的導演處女作，同時身兼編劇；主演包括寇特·羅素、派翠克·威爾森、馬修·福克斯以及李察·傑金斯。
以小說家和音樂家出名的札勒在好萊塢兜售原創電影劇本多年，但多數都未能成功製作；2011年完成《戰斧骨》劇本後，札勒決定親自執導。札勒在經紀人兼製片人好友達拉斯·索尼爾的支持下開始投入製作。雖然電影預算不高，但仍難以籌資，索尼爾甚至為此自掏腰包。羅素和傑金斯簽約演出後，其他演員陸續加入；2014年10月在加利福尼亚州開拍，為期21天。《戰斧骨》2015年9月25日登上奇幻影展舉行全球首映，10月23日由RLJE娛樂排定美國有限上映。業界對電影佳評如潮，新穎的題材、劇本、演出陣容廣受讚譽，但132分鐘的片長受到詬病；在第31屆獨立精神獎上入圍最佳劇本（札勒）及最佳男配角（傑金斯）。

## 劇情
1890年代，劫殺旅人的流浪土匪柏維斯和巴迪闖進了一處美洲原住民墓地，巴迪遭神秘野人殺害，柏維斯嚇得逃跑。
柏維斯到達附近的光明希望（Bright Hope）鎮並埋葬了戰利品。然而，奇科利副警長向富蘭克林·亨特警長舉報了他，柏維斯在酒吧企圖逃跑，但腿部中彈。亨特派牛仔約翰·布魯德去找鎮上的醫生薩曼莎·歐德懷爾，此時的醫生正在家中照顧斷腿的工頭丈夫亞瑟。亨特將薩曼莎留在警長辦公室的牢中治療發燒的柏維斯，並讓另一位副手尼克留守。當晚，一位馬伕遭人謀殺，開腸破肚的遺體留在現場。
亨特得知謀殺案後，還發現牢房和辦公室內的所有人全數失蹤，只留下一支箭。受過教育的印地安人認為箭來自「穴居人」部落，他們沒有語言和名字。他警告亨特，該部落是近親繁殖、同类相食的野蠻食人族部落，受到其他土著群體的蔑視並迴避。為了遭對方俘虜的薩曼莎、尼克及柏維斯，亨特準備與奇科利及布魯德一起踏上追捕之旅，其中布魯德是曾殺過多名印地安人的戰爭退役士兵。亞瑟雖然斷腿但仍堅持同行。
騎行幾天後，兩位墨西哥陌生人試圖接近亨特等人的營地。布魯德擔心對方是劫匪的偵察員而殺了對方，導致他們換了另一處紮營。一群突襲者伏擊了他們，馬都被偷走，唯有布魯德的馬遭重創；布魯德忍痛殺死了愛馬。第二天，布魯德與亞瑟發生口角，惡化了亞瑟的腿傷。奇科利幫他的腿固定後與亨特及布魯德先上路，亞瑟則留在原地養傷。到了山谷，三人中箭。在殺死兩名穴居人襲擊者後，亨特和奇科利撤退，重傷的布魯德堅持留下並在死前殺了一名穴居人。穴居人人俘虜了亨特和奇科利並關在洞穴中。兩人發現薩曼莎和受傷的尼克被關在牢籠裡。他們告訴亨特，穴居人已吃掉了柏維斯。隨後眾人目睹了尼克被三位穴居人剝光衣服，殘忍地剝去頭皮、身體遭一分為二的肢解，最後被吃掉。薩曼莎估計穴居人的數量約為12人，直到亨特等人的到來減至九人。
亨特騙三位穴居人喝了摻有鴉片酊的酒，導致一人死去，另一人失去知覺。亞瑟跟隨亨特等人的蹤跡，發現了山谷，並殺死兩名襲擊者。途中發現穴居人利用氣管中的動物骨頭來充當哨子，亞瑟藉此用來引誘敵人來讓自己殺死。
在山洞中，穴居人領袖因族人被毒死而變得憤怒。他們切開亨特的腹部，將加熱的鴉片酒瓶塞進傷口，並朝他開槍。亞瑟到達並殺死了其中一人，而亨特則斬首了領袖。亞瑟放出了薩曼莎及奇科利，而受了致命傷的亨特拿著步槍留在原地，承諾在倖存的穴居人回來時殺死他們，以防止光明希望鎮再次受到威脅。當三人離開山洞時，看到了兩位懷孕的穴居人婦女，不但被奪走了雙眼，四肢還被截肢。亞瑟在外頭吹響了穴居人的哨子後，聽到了三聲槍響，暗示亨特已殺死了剩下的食人族。

## 演員
- 寇特·羅素飾演富蘭克林·亨特警長（Sheriff Franklin Hunt）[5]
- 派翠克·威爾森飾演亞瑟·歐德懷爾（Arthur O'Dwyer）[6]
- 馬修·福克斯飾演約翰·布魯德（John Brooder）[6]
- 李察·傑金斯飾演奇科利副警長（Deputy Chicory）[6]
- 莉莉·西蒙斯（英语：Lili Simmons）飾演薩曼莎·歐德懷爾（Samantha O'Dwyer）[7]
- 艾文·喬尼凱特（英语：Evan Jonigkeit）飾演尼克副警長（Deputy Nick）[7]
- 大衛·艾奎特飾演柏維斯（Purvis）[7]
- 吉諾·席格斯（英语：Geno Segers）飾演野豬牙（Boar Tusks）[8]
- 席德·海格飾演巴迪（Buddy）[7]
- 梅斯托·哈瑞爾（英语：Maestro Harrell）飾演吉茲薩德（Gizzard）[8]
- 弗雷德·邁拉麥德飾演克萊倫斯（Clarence）[7]
- 凱薩琳·莫莉絲飾演蘿娜·亨特（Lorna Hunt）[7]
- 西恩·楊飾演波特夫人（Mrs. Porter）[7]
- 艾迪·史皮爾斯（英语：Eddie Spears）飾演鋸齒戰斧（Serrated Tomahawk）[8]
- 詹姆士·托根飾演鋼琴家[7]
- 勞·萊巴（英语：Raw Leiba）飾演狼頭骨（Wolf Skull）[8]
- 麥可·派瑞飾演威靈頓先生（Mr. Wallington）[7]
- 賈米森·紐蘭德（英语：Jamison Newlander）飾演市長[8]
- 扎恩·麥克拉農飾演高樹（Tall Trees）[8]
- 傑·塔瓦雷（英语：Jay Tavare）飾演尖牙穴居人（Sharp Teeth Trog）[8]

## 製作

### 劇本

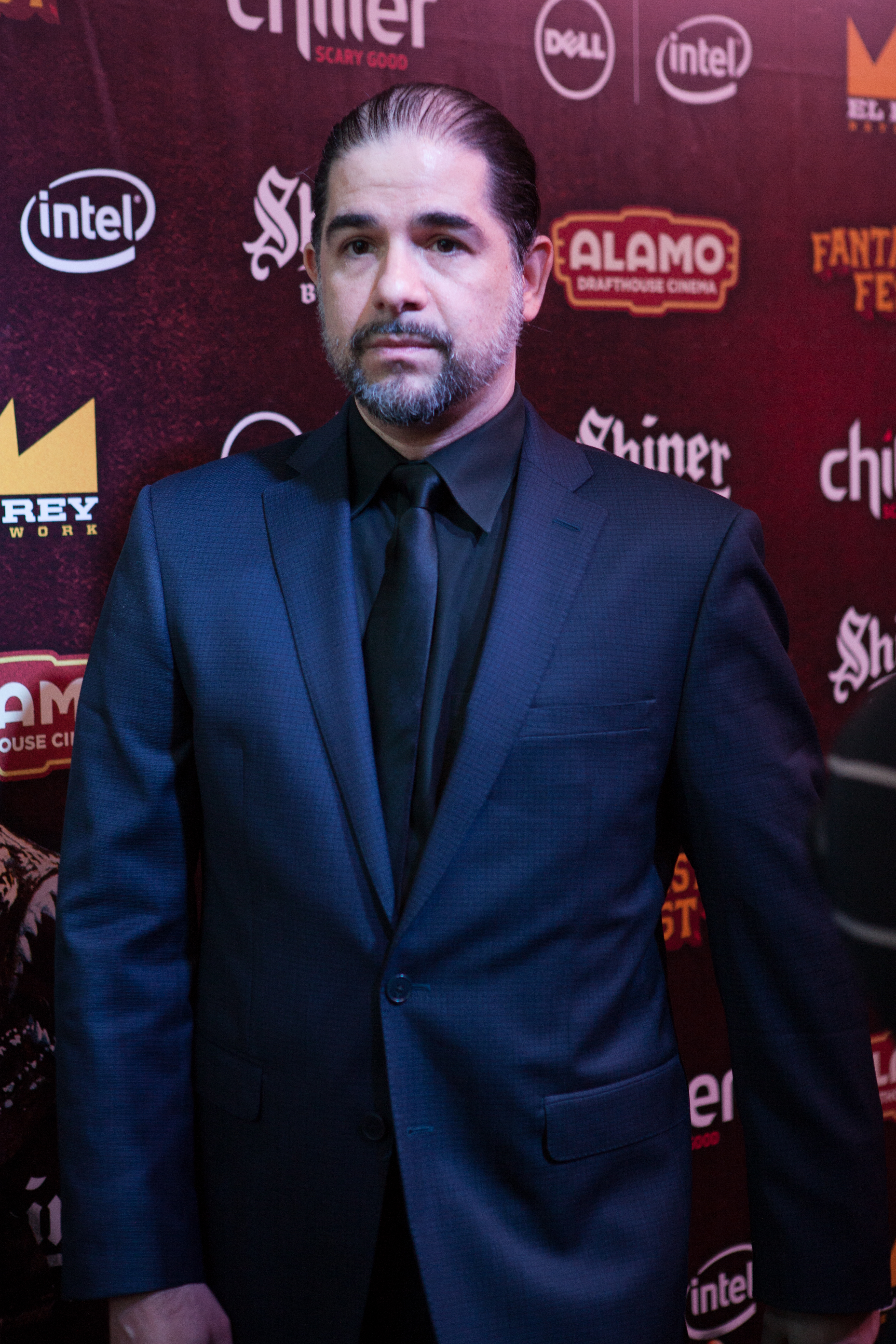
S·克雷格·札勒

《戰斧骨》為編劇兼小說作家S·克雷格·札勒的導演處女作，2011年完成劇本。此前他曾在好萊塢兜售過超過40部原創電影劇本，包括《大石網格》（The Big Stone Grid）、《最後祖先的衝突》（Conflicts of the Last Progenitors），以及西部片《拉特爾堡的強盜》（The Brigands of Rattleborge），但都沒有成功製作，唯有劇本《瘋人院事件》（2011年）順利拍成低成本恐怖片；其中《拉特爾堡的強盜》甚至在2006年黑名單上名列前茅。
《戰斧骨》是札勒編寫的第五部西部作品（先前曾有兩部小說及劇本）。他曾於2005年的一西部片影展上兩週內觀看了19部電影，當看到不喜歡的電影時便開始思考如何用自己的方式改善，札勒為此開始投入西部題材寫作。《戰斧骨》的誕生源自札勒的經紀人兼製片人好友達拉斯·索尼爾曾提議將札勒小說《破碎之地的幽靈》（Wraiths of the Broken Land）拍成電影並讓札勒親自執導，但前者認為該書無法用低預算呈現：「不，但我可以拍部救援西部片。」此外，本片也能稱之為《破碎之地的幽靈》的兄弟作品。札勒對《戰斧骨》成品相當滿意，與在劇本中的傳達幾乎如出一轍。外界普遍將本片視為恐怖西部片，但對札勒而言則是徹頭徹尾的西部片，並參考了像是亨利·萊特·哈葛德小說《所羅門王的寶藏》（1885年）這樣的失落種族作品。劇本中加入了札勒的私人特點：「筆下的多數角色都有與我相同之處，也有些並非如此。像是當布魯德說：『聰明人不結婚』時，『這是札勒會講的話』，所有認識我的人都聯想到我。屬實嗎？是的，我還未婚，完全沒興趣。」
此外，對於同於2015年上映的相仿類型電影《神鬼獵人》以及昆汀·塔倫提諾西部片《八惡人》，札勒直言不諱地認為《神鬼獵人》是「五年來看過的最糟糕的電影」；雖然他喜歡《八惡人》，但仍認為該片有過於不自然的問題，這也是業界對於塔倫提諾電影常見的評語。札勒寫的每部作品都會有幽默元素，他表示：「你正在處理嚴重的情況，但如果每個人都一直皺著眉頭，加上在這些角色上看不到活力或愛，我不知道你為何會在乎；那是我觀看《荒野獵人》的經歷，想知道為什麼有人會關心該片中發生在任何人身上的所有事。」

### 發展
《戰斧骨》劇本受到達拉斯·索尼爾的賞識，承諾忠於劇本製作，並告知潛在投資者不歡迎任意的插手干涉。西部片加上札勒從未有導演經驗都令投資者視為風險，而有意干涉電影；札勒拒絕妥協，不希望放棄創意掌控權並將電影縮減成90分鐘。索尼爾自掏腰包支付了預算的一半，剩餘的資金來自英國公司費茲設施（The Fyzz Facility）；雖然擁有180萬美元的預算，但仍些許捉襟見肘，考慮到21天需要拍攝的內容根本不夠。最終由於預算受限，劇本仍被刪減了許多內容。當他們開始向投資片商出售本片時，札勒將名導約翰·卡薩維蒂、賴瑞·克拉克、王家衛和北野武當作電影風格的參考，但這些人都不是西部片製作者。電影製作於2012年10月30日對外公開，由傑克·海勒（Jack Heller）和索尼爾的口徑媒體公司（Caliber Media Company）出資製作，法國公司賽璐珞夢處理國際銷售。2014年10月2日，戴夫·霍爾斯（Dave Halls）受聘擔任第一副導演。

### 選角

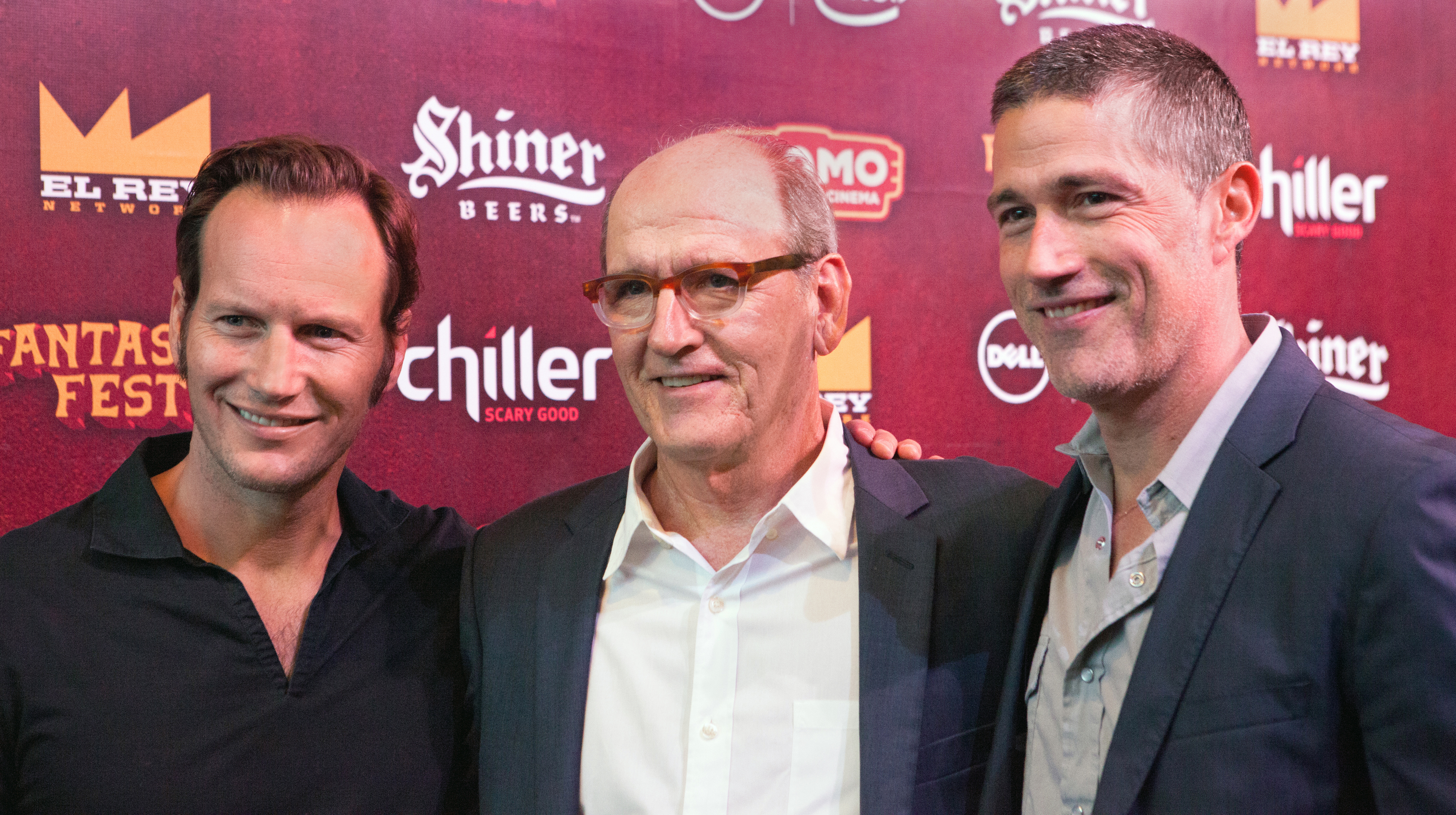
派翠克·威爾森（左）、李察·傑金斯（中）及馬修·福克斯（右）出席2015年奇幻影展

寇特·羅素、李察·傑金斯、彼得·賽斯嘉和珍妮佛·卡本特於2012年10月簽約演出，分別飾演富蘭克林·亨特警長（Sheriff Franklin Hunt）、糊塗的老人、牛仔及被食人族捉走的俘虜。2014年9月24日，派翠克·威爾森及馬修·福克斯簽約參演。威爾森飾演亞瑟·歐德懷爾（Arthur O'Dwyer），因事故而影響生活的牛仔工頭；福克斯飾演擁有灰暗經歷的紳士約翰·布魯德（John Brooder）。9月29日，莉莉·西蒙斯、大衛·艾奎特、席德·海格、凱薩琳·莫莉絲及艾文·喬尼凱特加入演出陣容。西蒙斯取代卡本特擔任女主角——亞瑟的醫生妻子薩曼莎·歐德懷爾（Samantha O'Dwyer）；艾奎特和海格飾演土匪；莫莉絲飾演亨特警長的妻子；喬尼凱特則飾演年輕的副警長。其他同時加入的演員包括西恩·楊、吉諾·席格斯、弗雷德·邁拉麥德、詹姆士·托根、勞·萊巴、傑米·赫克托、賈米森·紐蘭德、扎恩·麥克拉農、大衛·米桑德（David Midthunder）、傑·塔瓦雷、格雷·沃爾夫·埃雷拉（Gray Wolf Herrera）、羅伯特·穆克斯及布蘭登·莫拉爾（Brandon Molale）。此外，原本預定參演的賽斯嘉和提摩西·奧利芬皆已退出。

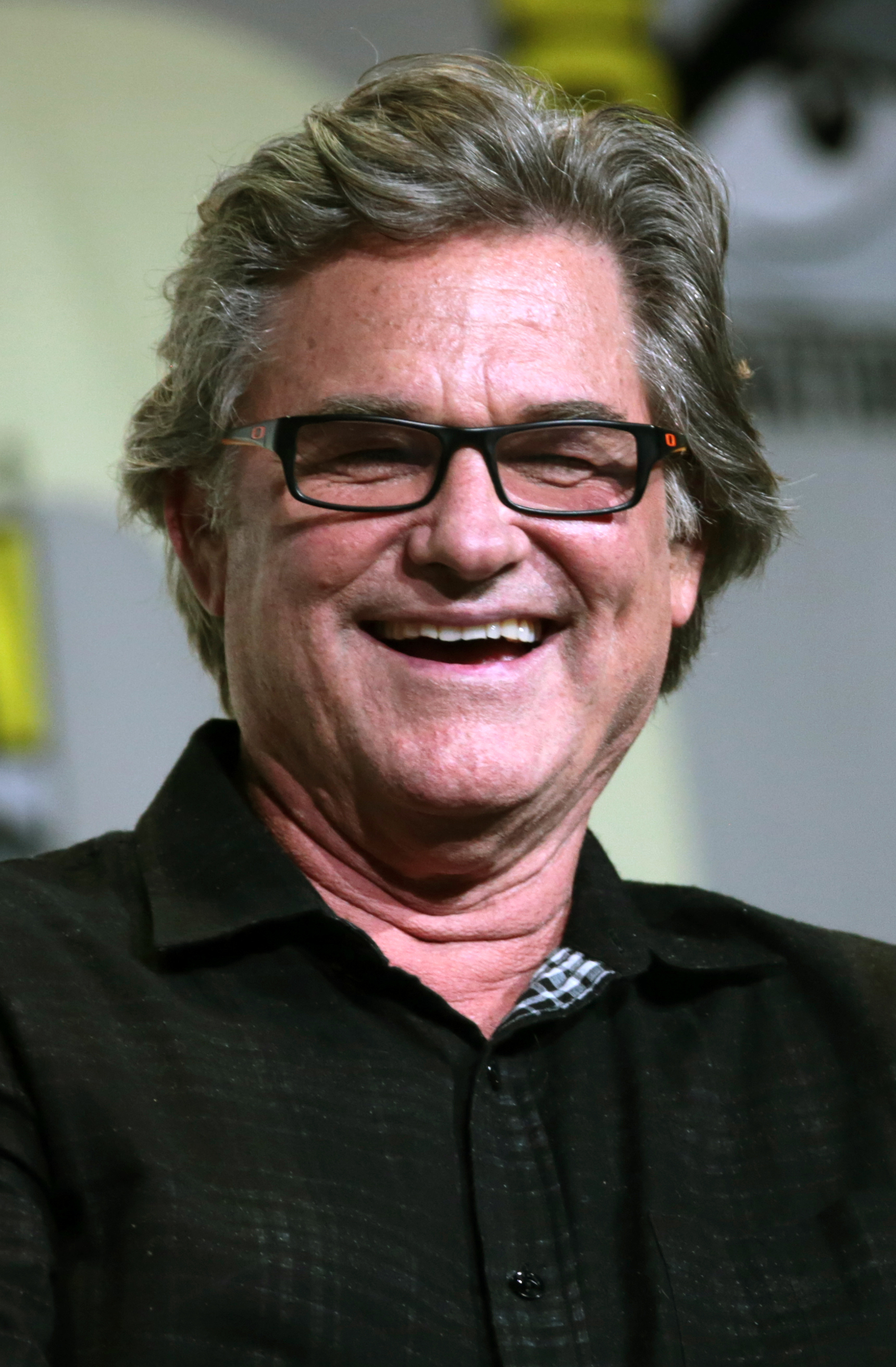
寇特·羅素

最初，羅素的經紀人麥可·庫柏（Michael Cooper）將劇本交給了賽斯嘉（亞瑟·歐德懷爾的原定飾演者），向來挑剔的賽斯嘉看上了劇本並樂意簽約下合約；他的經紀人也將其傳遞給了羅素。札勒認為羅素很適合飾演富蘭克林·亨特警長，對方在閱讀劇本後給予好評並很快地答應演出。羅素與札勒相處融洽，也閱讀過札勒小說《破碎之地的幽靈》，但他和札勒一樣更喜歡《戰斧骨》的故事。羅素受訪時，讚賞札勒的劇本以及不按牌理出牌的「零碎」寫作風格，補充：「我喜歡《戰斧骨》之處在於開頭宛如《搜索者》般極傳統的西部片，男人在執行任務、培養友誼，最後是經歷瘋狂的大轉折。」還認為《戰斧骨》不算是外界稱呼的恐怖西部片，而是新類型的「形象西部片」，令人看完電影後會同時產生疑惑和感嘆：「我對這樣的電影知之甚少，當然不會是西部片，從來沒有見過這樣的西部片，『那本片算是什麼？如何稱呼？該歸為哪類？』」他也對札勒首次執導電影的表現給予肯定。羅素描述富蘭克林·亨特警長為固執己見的純樸好人，行為和語氣非常符合片中的年代；同時認為亨特會令懷特·厄普予以表示敬意，但他的低調會使厄普不感興趣。此外，由於差不多時間羅素還參與了《八惡人》的演出，導致他不得不讓自己的造型和兩部電影間做出區別，例如頭髮和鬍子的樣式不同。傑金斯是札勒詮釋奇科利副警長（Deputy Chicory）的首要人選，該角在片中搶盡了風頭，同時足以列入札勒執筆的作品中最喜歡的角色。傑金斯雖然一開始打算在口音方面下工夫，札勒認為他的口音過度緊張且刺耳，但最後該演員仍用正常聲音演戲。

### 拍攝
電影2014年10月6日在加利福尼亚州马里布展開主要拍攝，為期21天，其中在派拉蒙牧場取景。此前，劇組曾為取景地考察過新墨西哥州、猶他州和羅馬尼亞。電影開拍前，業內人士告知札勒可能需要拍攝六十天並花費1000萬美元，為此札勒在拍片時需要密切關注日程安排，並依靠出色的幕前幕後人員才能在短時間內完成工作。演員們都接受劇本，因此減少了排練和給予建議的時間；羅素也給出了關於拍攝暴力場景的建議。雖然預算吃緊，但因札勒對時代細節的痴迷以及追求聖莫尼卡山的乾旱風光，劇組仍在炎熱的天候下順利拍完電影。拍攝期間還常發生特效、化妝、人事、走位等問題，例如某日多支槍出現故障。為了能拍攝多名角色同時出鏡的鏡頭，電影使用攝影機以2.35:1比例拍攝；2017年10月，札勒受訪時表示自己不喜歡那台攝影機，特別是在訊息量多的廣角鏡頭上讓畫面顯得繁雜。札勒避免在片中一直使用特寫鏡頭：「因為大多數時候你與人互動，除非很親密，否則你不會近距離去看他們的臉。」他認為很多現代電影會頻繁地使用特寫鏡頭，容易錯過很多肢體語言，尤其是手部。
《戰斧骨》知名於食人族洞穴中的暴力橋段：以亨特警長的視角觀看手下遭食人族撕成兩半。洞穴取景自加利福尼亞，曾被影集《单身毒妈》的一集和電影《鋼鐵人》（2008年）中使用。札勒自稱一生中沒有電影能嚇倒自己，除了十幾歲後就從未重溫的香港電影《黑太陽731》（1988年）；該片使用與《人食人實錄》（1980年）相同的表現手法：利用單調的長鏡頭拍攝發生在人體上的可怕暴力意外寫實，札勒以此作為呈現食人族洞穴橋段的靈感。札勒刻意不讓攝影機特寫穴居人，也沒有對其文化多加描述，以塑造他們的神祕感。

## 音樂
電影配樂曲目由導演札勒的老友傑夫·赫里奧特編寫，札勒也創作了原創歌曲。赫里奧特表示：「雖然我們直到他們完成電影初步剪輯後才開始製作音樂，但在拍攝之前，克雷格和我已討論好能在音樂階段能扮演什麼樣的角色，並將幾部電影當成參考依據，」更補充：「克雷格不希望由音樂強調情感，而是情感場景盡可能直接產生影響力，且認為這些場景有望在沒有音樂的情況下更加有力、真誠，使《戰斧骨》中的音樂通常伴隨著遠景，而非特寫鏡頭。當沒有對白時，音樂主要用於設定情緒或塑造場景的過渡材料。」《戰斧骨》原聲帶由湖岸唱片負責發行，2015年10月23日發售數位版；2016年1月發售黑膠唱片。2021年6月12日，豪華重新販售版黑膠僅在英國及歐洲地區限量發售。
| 曲目列表 | 曲目列表               | 曲目列表 |
| 曲序     | 曲目                   | 时长     |
| -------- | ---------------------- | -------- |
| 1.       | 一人漫步（One Man Walks）           | 2:29     |
| 2.       | 四個死者出行（Four Dead Men Ride Out）       | 0:44     |
| 3.       | 重任在肩四人組（The Burdened Quartet）     | 1:17     |
| 4.       | 野豬牙巢穴（Den Of Boar Tusks）         | 2:27     |
| 5.       | 倖存者接續（The Survivors Continue）         | 2:13     |
| 6.       | 四個命定敗者出行（Four Doomed Men Ride Out）   | 4:05     |
| 7.       | 四騎出（Four Ride Out）             | 1:26     |
| 8.       | 深陷汙穢（In The Defile）           | 3:23     |
| 9.       | 四騎重蹈覆轍（Four Ride Out Reprise）       | 0:51     |
| 10.      | 沿著粗略的路線前進（Dragged Along A Coarse Course） | 1:15     |
| 总时长： | 总时长：               | 20:10    |

## 發行
《戰斧骨》2015年10月23日在美國有限上映。2015年8月，RLJE娛樂取得《戰斧骨》的美國發行權，成為映像娛樂（Image Entertainment）和Acorn傳媒合併後收購的首部作品。電影2015年10月1日登上奇幻影展舉行全球首映；10月3日登上夏洛特影展（Charlotte Film Festival）；10月10日在倫敦影展放映。首支預告片於2015年10月2日發表。2015年12月29日發售藍光及DVD。《戰斧骨》在美國上映影院不多，總票房達48萬美元，加上家庭媒體銷售共收入432萬美元，據《衛報》所述，電影在商業上仍賺回了成本。
藍光影碟收錄了幕後製作花絮、院線版預告片、海報集、導演及演員的問答環節，以及約兩分半的刪減片段。其中刪減片段可謂結局的加長版：亞瑟、奇科利和薩曼莎在篝火旁過夜，當亞瑟嘗試讀幾天前寫的「詩」之前，奇科利宣布亞瑟是新任警長。

## 反響

### 評價

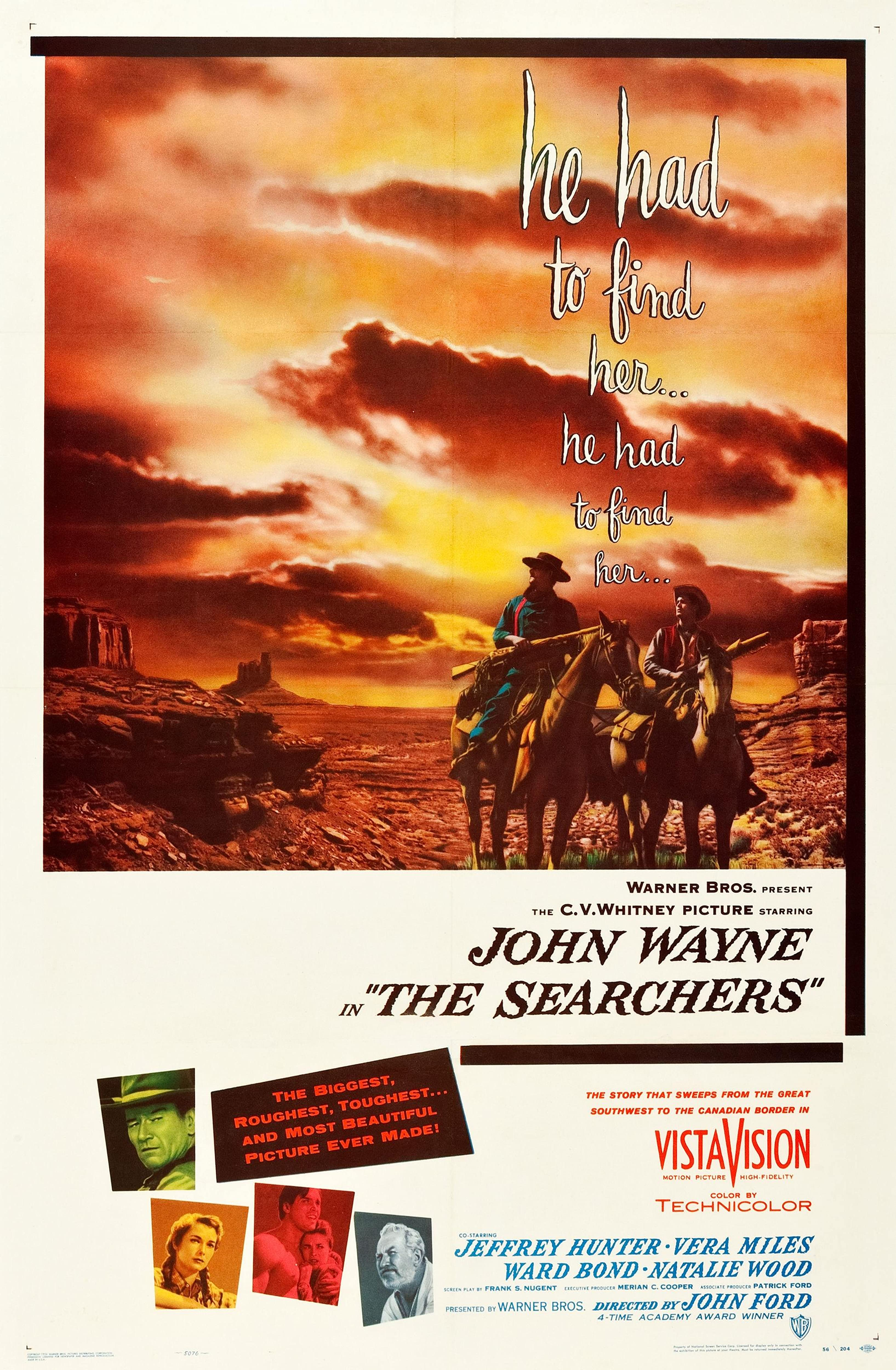
本片常被影評拿來與約翰·福特電影《搜索者》（1956年）對比

《戰斧骨》在影評界獲得普遍好評，演出陣容（尤其是傑金斯）以及札勒的執導技巧和劇本備受肯定，常被稱為《搜索者》與《人食人實錄》的結合。評論匯總網站爛番茄根據97條評論，本片獲得91%的新鮮度，均分7.20／10；共識評論：「《戰斧骨》獨特的類型結合不適於所有人，但對異樣事物的追求者而言，應能從扣人心弦的表演及緩慢爆發的故事中獲得滿足。」而在Metacritic網站上根據17條評論，本片獲得72分，屬「普遍好評」。
《綜藝》的蓋·洛奇（Guy Lodge）讚賞：「專注聚焦出自自身好奇心價值的本片中，最為可貴的是由寇特·羅素以行家手腕率領著團隊。受札勒劇本中任性的題外話所賜，《戰斧骨》132分鐘的時長有點過於放縱。」《好萊塢報導》的約翰·德福（John DeFore）表揚了電影的表演、美術設計、攝影、配樂和劇本。《广播时报》的傑瑞米·阿斯皮納爾（Jeremy Aspinall）從滿分5星將電影評為4星，並評價：「這對曾奄奄一息的電影類型注入了強心劑」。《衛報》影評人彼得·布萊德蕭以及《Time Out》的湯姆·赫德斯頓（Tom Huddleston）也同樣給出4星好評。布萊德蕭稱《戰斧骨》是「對約翰·福特電影《搜索者》的紙漿式搓揉到令你如坐針氈的駭人」；赫德斯頓對劇本、攝影、幽默和表演讚賞有加，還稱電影為「非比尋常、難以預料的西部喜劇恐怖電影」。《帝國》雜誌的金·紐曼給出4星好評（滿分5星），認為本片可謂《搜索者》與《殘酷食人族》（1981年）的混搭，並在評論中寫道：「奇怪的角色在彼此交流憤世嫉俗的邊境智慧時還得與荒野抗爭，本片在走題的談天和令人愉快的老派『迷失小隊』中含有引人入勝的絕妙說辭。」
《紐約時報》的珍妮特·卡索利斯（Jeannette Catsoulis）稱本片巧妙地融合了西部、恐怖和喜劇，並在評論中寫道：「電影不含我們期望能從老西部片中看見的文化啟蒙，可怕而另類的《戰斧骨》可能過分地賣弄種族政治，但也忠實反映了當時的駭人駭事。」羅傑·伊伯特網的布萊恩·塔萊里科（Brian Tallerico）從滿分4星中將《戰斧骨》評為3星，稱讚了對白、演員們的演出，以及第三幕中上演的暴力橋段。Bloody Disgusting網站的卡琳·科里根（Kalyn Corrigan）認為電影故意緩慢的步調以及血腥暴力並不適合所有人，但對類型結合所帶來的新意表示讚賞。演出陣容中除了羅素外，還特別稱讚了戲份不多的大衛·艾奎特。Den of Geek網站的唐·凱伊（Don Kaye）稱讚了有趣的故事及全體演員的表現。毛骨悚然雜誌（Gruesome Magazine）網站稱本片足以列入2015年最佳電影，認為演出陣容、對白和攝影都相當出色，特別是飾演奇科利副警長的傑金斯：「他明顯對自己的角色很感興趣，足以令觀眾印象深刻；無論是對問題的詼諧回答，還是不時傳授給其他人的智慧都令人愉悅（等到你聽到他關於跳蚤馬戲團的演講）。」
《戰斧骨》不乏批評聲，尤其片長被許多影評視為過長。網站的馬特·多納托（Matt Donato）從滿分5星中給予電影2.5星的評價：「《戰斧骨》是趟通往同類相食但過於漫長的混亂之旅，也考驗著西部影迷等待可怕戰斧現形的耐心。」網路影評人丹尼斯·史瓦茲（Dennis Schwartz）讚賞融合了恐怖和西部題材的劇本，但同樣批評了片長。反之，IndieWire網站的奧利佛·利特爾頓（Oliver Lyttelton）認為札勒引人入勝的寫作令人愉悅、從容不迫，片長並非問題。《泰晤士报》的凱爾·馬厄給出2星的負評（滿分5星），批評第三幕中的血腥橋段，認為札勒用食人族當藉口，只為了用昆汀·塔倫提諾的手法來停止善待觀眾。《阿肯色州民主黨公報》的皮爾斯·馬尚（Piers Marchant）將本片評為5.6／10分，無法接受札勒的爭議手法，寫道：「毫不遮掩的種族主義顯而易見，除了讓此完全明目張膽的上演外，出於某種意圖或目的而不去深入塑造。這相當於將正統派猶太人當成反派，被發現坐在成堆的錢上、喝著嬰兒的血，宛如無名部落的招牌武器一樣在你的腦海中敲響。」

### 獎項
| 入圍獎項                     | 入圍獎項                       | 入圍獎項                                        | 入圍獎項 | 入圍獎項      | 入圍獎項 |
| 獎項                         | 類別                           | 得獎者或提名者                                  | 結果     | 來源          |          |
| ---------------------------- | ------------------------------ | ----------------------------------------------- | -------- | ------------- | -------- |
| 土星獎                       | 最佳獨立電影                   | 《戰斧骨》                                      | 提名     | [ 53 ]        |          |
| 阿爾梅里亞西部影展評審團大獎 | 西部類型技術藝術貢獻獎         | 弗雷迪·瓦夫（Freddy Waff）、口徑媒體公司（Caliber Media Company）和費茲設施（The Fyzz Facility） | 獲獎     | [ 54 ]        |          |
| 奧斯汀影評人協會獎           | 最佳首部電影                   | 《戰斧骨》                                      | 提名     | [ 55 ]        |          |
| 布宜諾斯艾利斯國際獨立影展獎 | 最佳前衛與類型長片             | S·克雷格·札勒                                   | 獲獎     | [ 56 ]        |          |
| 都柏林影評人圈獎             | 最佳劇本                       | S·克雷格·札勒                                   | 第五名   | [ 57 ]        |          |
| Fangoria電鋸獎               | 最佳男主角                     | 寇特·羅素                                       | 獲獎     | [ 58 ] [ 59 ] |          |
| Fangoria電鋸獎               | 最佳男配角                     | 李察·傑金斯                                     | 提名     | [ 58 ] [ 59 ] |          |
| Fangoria電鋸獎               | 最佳化妝或生物特效             | 雨果·維拉森（Hugo Villasenor）                                 | 提名     | [ 58 ] [ 59 ] |          |
| 獨立精神獎                   | 最佳劇本                       | S·克雷格·札勒                                   | 提名     | [ 60 ]        |          |
| 獨立精神獎                   | 最佳男配角                     | 李察·傑金斯                                     | 提名     | [ 60 ]        |          |
| 驚嚇指數獎                   | 最佳男主角                     | 寇特·羅素                                       | 提名     | [ 61 ]        |          |
| 驚嚇指數獎                   | 最佳男配角                     | 馬修·福克斯                                     | 提名     | [ 61 ]        |          |
| 驚嚇指數獎                   | 最佳男配角                     | 李察·傑金斯                                     | 提名     | [ 61 ]        |          |
| 驚嚇指數獎                   | 最佳劇本                       | S·克雷格·札勒                                   | 提名     | [ 61 ]        |          |
| 驚嚇指數獎                   | 最佳攝影                       | 班吉·巴克希（Benji Bakshi）                                 | 提名     | [ 61 ]        |          |
| 驚嚇指數獎                   | 最佳化妝                       | 《戰斧骨》                                      | 獲獎     | [ 61 ]        |          |
| 金史莫斯獎                   | 年度最佳恐怖片                 | 《戰斧骨》                                      | 亞軍     | [ 62 ]        |          |
| 熱拉爾梅影展獎               | 評審團大獎                     | S·克雷格·札勒                                   | 獲獎     | [ 63 ]        |          |
| IndieWire影評人票選獎        | 最佳男配角                     | 李察·傑金斯                                     | 第十名   | [ 64 ]        |          |
| IndieWire影評人票選獎        | 最佳首部長片                   | S·克雷格·札勒                                   | 第十名   | [ 64 ]        |          |
| 東南美洲原住民影展獎         | 最佳男演員                     | 勞·萊巴                                         | 獲獎     | [ 65 ]        |          |
| 鳳凰影評圈獎                 | 最佳恐怖電影                   | 《戰斧骨》                                      | 提名     | [ 66 ]        |          |
| 鳳凰影評圈獎                 | 最佳男配角                     | 李察·傑金斯                                     | 提名     | [ 66 ]        |          |
| 蘭道·哈頓經典恐怖獎          | 最佳電影                       | S·克雷格·札勒                                   | 提名     | [ 67 ]        |          |
| 錫切斯－加泰隆尼亞國際影展獎 | 官方奇幻大賽最佳影片           | S·克雷格·札勒                                   | 提名     | [ 68 ] [ 69 ] |          |
| 錫切斯－加泰隆尼亞國際影展獎 | 官方奇幻大賽最佳導演           | S·克雷格·札勒                                   | 獲獎     | [ 68 ] [ 69 ] |          |
| 錫切斯－加泰隆尼亞國際影展獎 | 何塞·路易斯·瓜納獎             | S·克雷格·札勒                                   | 獲獎     | [ 68 ] [ 69 ] |          |
| 美國西部作家協會獎           | 馬刺獎最佳西部劇情劇本（虛構） | S·克雷格·札勒                                   | 提名     | [ 70 ]        |          |

## 備註
1. ↑  與《神奇大隊長》（2016年）的馬特·羅斯以及《不存在的房間》（2015年）的艾瑪·多諾霍並列。
2. ↑  與《男孩（英语：The Boy (2015 film)）》（2015年）的雷恩·威爾森並列。

## 外部連結
- 互联网电影数据库（IMDb）上《戰斧骨》的资料（英文）
- 爛番茄上《戰斧骨》的資料（英文）
- Metacritic上《戰斧骨》的資料（英文）
- 豆瓣电影上《戰斧骨》的資料 （简体中文）